# Condado de Greene (Arkansas)
El condado de Greene (en inglés: Greene County) es un condado del estado estadounidense de Arkansas. En el censo de 2000 el condado tenía una población de 37 331 habitantes. La sede de condado es Paragould. El condado es parte del área micropolitana de Paragould.

## Historia
El primer colonizador fue Benjamin Crowley de Kentucky, quien llegó al área en 1821 y estableció su hogar cerca de 12 millas al este de la ubicación actual de Paragould.
El condado de Greene fue formado el 5 de noviembre de 1833 a partir de una porción del condado de Lawrence y contenía porciones de los condados actuales de Clay y Craighead. Fue nombrado en honor a Nathanael Greene, un mayor general durante la Guerra de Independencia de los Estados Unidos. Inicialmente se estableció la sede del condado en el hogar de Benjamin Crowley. Para 1836, cuando Arkansas se convirtió en estado, la sede fue trasladada a un asentamiento llamado Paris.
En 1848, se construyó una autopista nacional a través del condado y la sede fue movida a la comunidad de Gainesville. La sede permaneció allí hasta 1883, cuando fue trasladada al nuevo pueblo de Paragould.

## Geografía
Según la Oficina del Censo, el condado tiene un área total de 1501 km² (580 sq mi), de la cual 1496 km² (578 sq mi) es tierra y 6 km² (2 sq mi) (0,37%) es agua.

### Condados adyacentes
- Condado de Clay (norte)
- Condado de Dunklin, Misuri (este)
- Condado de Craighead (sur)
- Condado de Lawrence (suroeste)
- Condado de Randolph (noroeste)

## Autopistas importantes
- U.S. Route 49
- U.S. Route 412
- Ruta Estatal de Arkansas 1
- Ruta Estatal de Arkansas 69
- Ruta Estatal de Arkansas 90

## Demografía
En el  censo de 2000, hubo 37 331 personas, 14 750 hogares, y 10 708 familias residiendo en el condado. La densidad poblacional era de 65 personas por milla cuadrada (25/km²). En el 2000 había 16 161 unidades unifamiliares en una densidad de 28 por milla cuadrada (11/km²) La demografía del condado era de 97,45% blancos, 0,13% afroamericanos, 0,42% amerindios, 0,17% asiáticos, 0,02% isleños del Pacífico, 0,47% de otras razas y 1,34% de dos o más razas. 1,16% de la población era de origen hispano o latino de cualquier raza. 
La renta promedio para una familia del condado era de $30 828 y el ingreso promedio para una familia era de $37 316. En 2000 los hombres tenían un ingreso per cápita de $27. 535 versus $20 375 para las mujeres. La renta per cápita para el condado era de $16 403 y el 13,30% de la población estaba bajo el umbral de pobreza nacional.

## Ciudades y pueblos
| - Delaplaine - Lafe | - Marmaduke - Oak Grove Heights | - Paragould |